# Massala (gemeente)
Massala is een gemeente (commune) in de regio Ségou in Mali. De gemeente telt 7300 inwoners (2009).
De gemeente bestaat uit de volgende plaatsen:
- Banamba
- Gourely
- Gourely-Wèrè
- Massala
- Massala-Wèrè
- N'Datecoumana
- Zambougou
- Zambougou-Zoumaïra